# Naum (programme d'échecs)
 (août 2025).
Si vous disposez d'ouvrages ou d'articles de référence ou si vous connaissez des sites web de qualité traitant du thème abordé ici, merci de compléter l'article en donnant les références utiles à sa vérifiabilité et en les liant à la section « Notes et références ».
 (août 2025).
Motif : Aucune source.
- Archive Wikiwix
- Bing
- Cairn
- DuckDuckGo
- E. Universalis
- Gallica
- Google
- G. Books
- G. News
- G. Scholar
- Persée
- Qwant
- (zh) Baidu
- (ru) Yandex
- (wd) trouver des œuvres sur Wikidata

| 1. | Préciser le motif de la pose du bandeau. | Précisez le motif de la pose du bandeau en utilisant la syntaxe suivante : {{admissibilité à vérifier\|date=août 2025\|motif=remplacez ce texte par le motif}}                                 |
| 2. | Informer les utilisateurs concernés.     | Pensez à avertir le créateur de l'article, par exemple, en insérant le code ci-dessous sur sa page de discussion : {{subst:avertissement admissibilité à vérifier\|Naum (programme d'échecs)}} |

Naum est un programme d'échecs développé par Aleksandar Naumov.
En compétition officielle, Naum a seulement participé au Livingston Chess960 Computer World Championship (Chess960CWC) de Mayence en 2006 (4e place) et 2008 (3e place), mais c'est l'un des plus forts programmes actuels. Naum est un moteur d'échecs sans interface supportant les protocoles WinBoard et UCI. Il est disponible en version mono et multi processeur.
Apparue en 2002 pour Palm, la première version publique pour PC de Naum sort en 2004. Les problèmes que le programme rencontrait en fin de partie ayant été résolus avec la version 1.9 en 2006, Naum devient un fort programme. En 2007 le programme devient commercial.

## Versions
- Naum for Palm (Juillet 2002)

### Versions PC privées
- Naum 0.1 (août 2003)
- Naum 0.2 (septembre 2003)
- Naum 0.5 (Décembre 2003)
- Naum 0.8 (Janvier 2004)

### Versions publiques gratuites
- Naum 1.0 (25-4-2004)
- Naum 1.2 (30-7-2004)
- Naum 1.3 (9-10-2004)
- Naum 1.4 (7-11-2004)
- Naum 1.5 (17-12-2004)
- Naum 1.6 (6-2-2005)
- Naum 1.7 (13-4-2005)
- Naum 1.71 (29-4-2005)
- Naum 1.8 (4-8-2005)
- Naum 1.9 (14-1-2006)
- Naum 1.91 (30-1-2006)
- Naum 2.0 (12-9-2006)

### Versions commerciales
- Naum 2.1 (26-1-2007)
- Naum 2.2 (26-7-2007)
- Naum 3.0 (10-2-2008)
- Naum 3.1 (27-4-2008)
- Naum 4.0 (10-12-2008)
- Naum 4.1
- Naum 4.2
- Naum 4.6